# Polydolopimorphia
Polydolopimorphia es un orden extinto de mamíferos metaterios, más cercanamente relacionados con los marsupiales actuales que con otros mamíferos extintos. Conocidos a partir de fósiles del Paleoceno-Plioceno de América del Sur y el Eoceno de la Antártida, fueron un grupo diverso durante el Paleógeno llenando varios nichos ecológicos, antes de declinar y extinguirse hacia el final del Neógeno. Se los divide en dos subórdenes, Bonapartheriiformes y Polydolopiformes

## Taxonomía
División taxonómica de los Polydolopimorphia:
- Suborden Bonapartheriiformes
  - Familia Bonapartheriidae Pascual 1980
    - Género Bonapartherium Pascual 1980
    - Género Epidolops Paula Couto 1952

  - Familia Argyrolagidae Ameghino 1904
    - Género Anargyrolagus Carlini et al. 2007
    - Género Argyrolagus Ameghino 1904
    - Género Hondalagus Villarroel & Marshall 1988
    - Género Klohnia Flynn & Wyss 1999
    - Género Microtragulus Ameghino 1904
    - Género Proargyrolagus Wolff 1984

  - Subfamilia Chulpasiinae Sigé et al. 2009
    - Género Chulpasia Crochet & Sigé 1993
    - Género Thylacotinga Archer et al. 1993

  - Familia Prepidolopidae Pascual 1980
    - Género Incadolops Goin & Candela 2004
    - Género Perrodelphys Goin et al. 1999
    - Género Punadolops Goin et al. 1998

  - Familia Rosendolopidae Goin et al. 2010
    - Género Hondonadia Goin & Candela 1998
    - Género Rosendolops Goin & Candela 1996
- Suborden Polydolopiformes
  - Family Polydolopidae Ameghino 1897
    - Género Kramadolops Goin et al. 2010
    - Género Polydolops Ameghino 1897

  - Familia Sillustaniidae Crochet & Sigé 1996
    - Género Sillustania Crochet & Sigé 1996 
    - Género Roberthoffstetteria Marshall et al. 1983
- incertae sedis
  - Género Prepidolops Pascual 1980
  - Género Wamradolops Goin & Candela 2004
  - Género Bobbschaefferia Paula Couto 1970